# Strati
Strati est le nom de la première voiture imprimée sur une imprimante 3D, au centre de congrès McCormick Place, à Chicago,, par procédé de fabrication additive. Elle a été « construite » en 44 heures,, et fut testée le 13 septembre 2014. Sa fabrication selon ce procédé constitue une première mondiale,.
La voiture entièrement électrique est un véhicule à deux places et son nom signifie « couches » en italien. Ce procédé de fabrication a été utilisé pour la première fois pour produire une voiture.
Une voiture ordinaire est composée de plus de 20 000 pièces, alors que la Strati n'est composée que de seulement 40 pièces. Seuls ont été ajoutés après l'impression les roues, les suspensions, le moteur, les tissus, l'électronique ou le verre utilisé.

## Caractéristiques
Le véhicule pèse près de 680 kg, dispose d'une autonomie de 160 à 190 kilomètres et peut atteindre une vitesse maximale de 64 kilomètres à l'heure.
Elle a été construite par Local Motors (en) en collaboration avec Cincinnati Incorporated et Laboratoire national d'Oak Ridge.
En matière de sécurité, il se distingue visuellement d'une voiture particulière notamment par l'absence de ceinture de sécurité, de rétroviseur intérieur, de rétroviseur côté passager, du troisième feu stop, d'essuie-glace ou de rétroviseur côté conducteur.

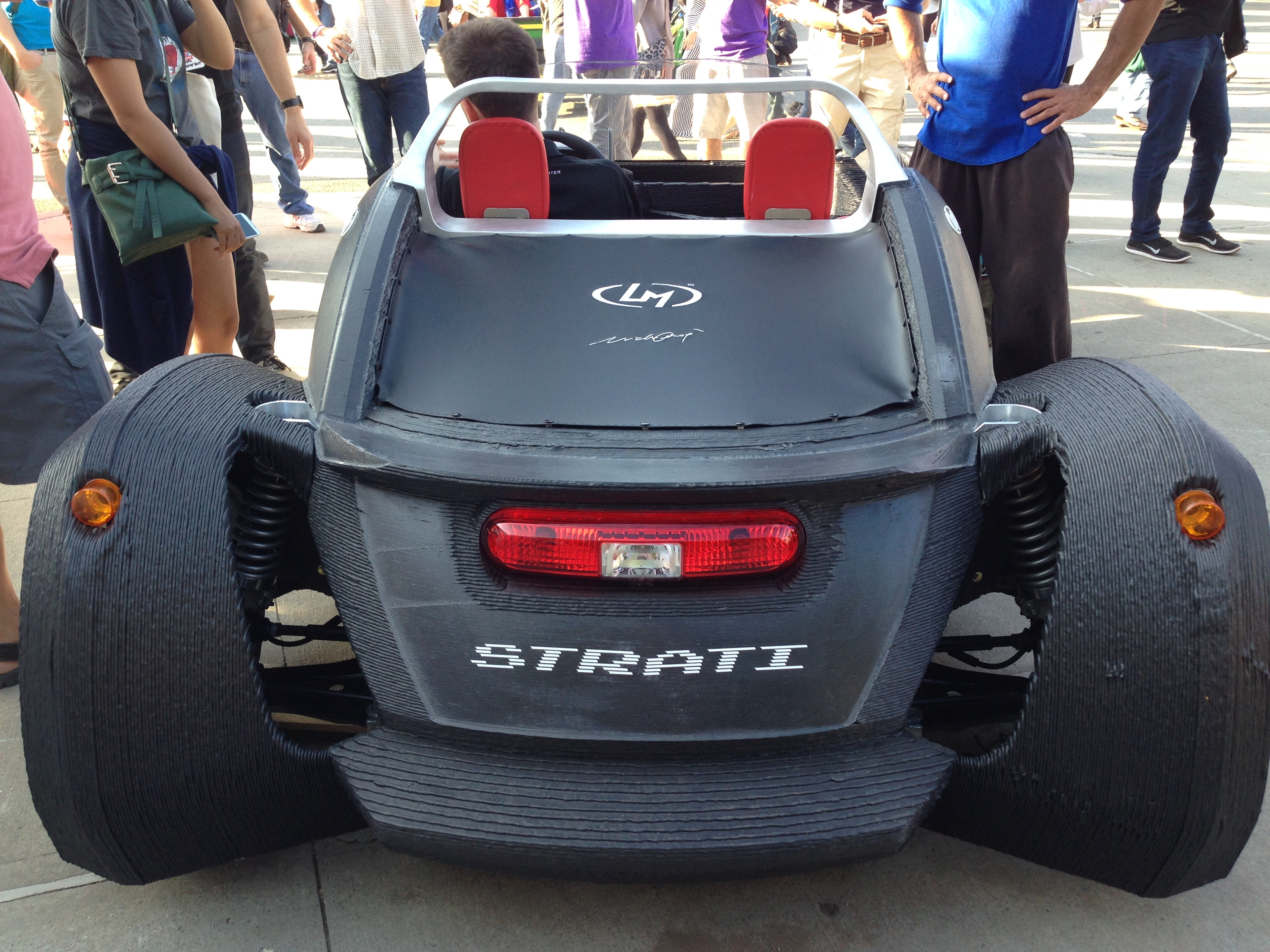
Vue arrière
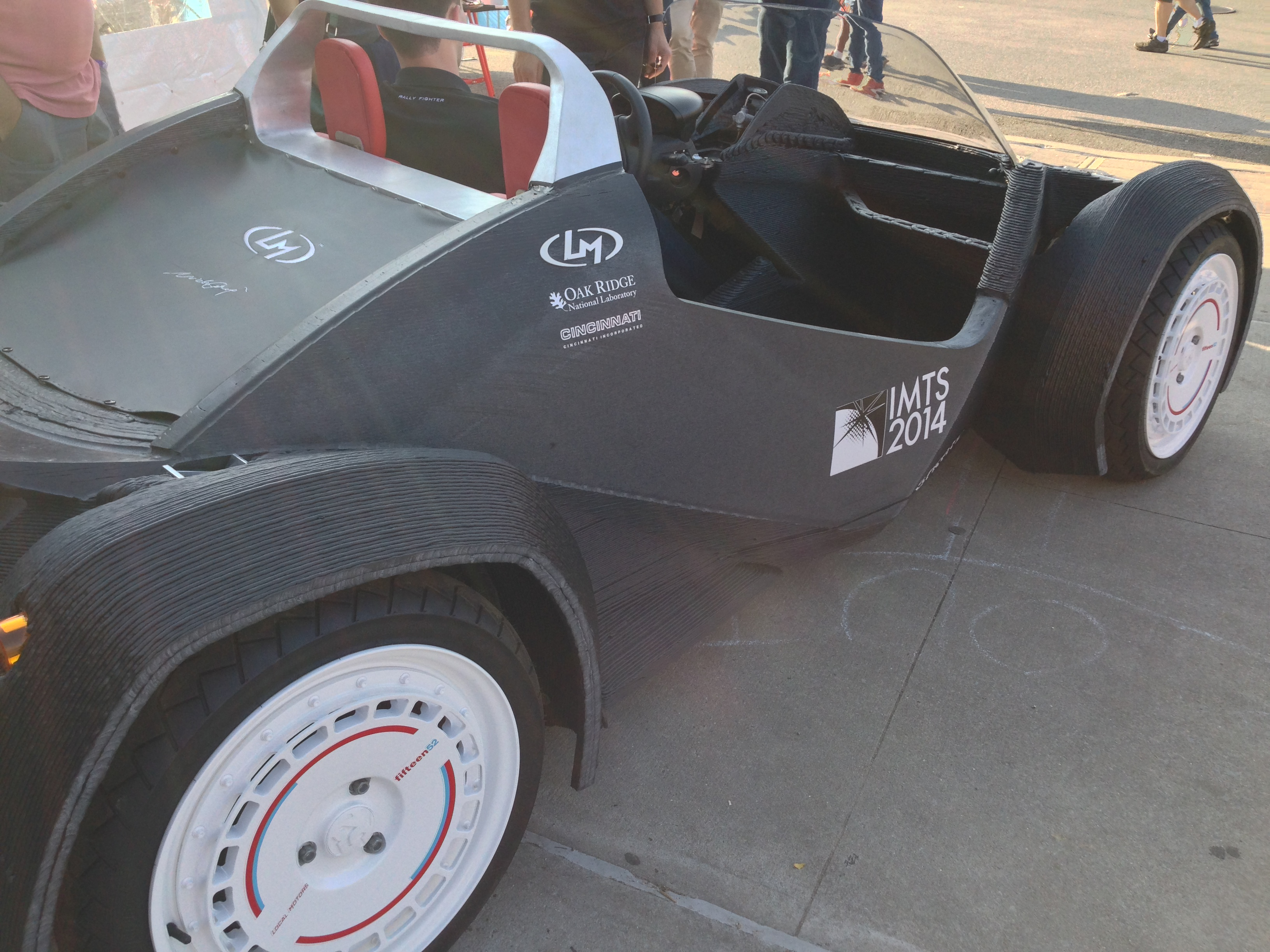
Côté passager
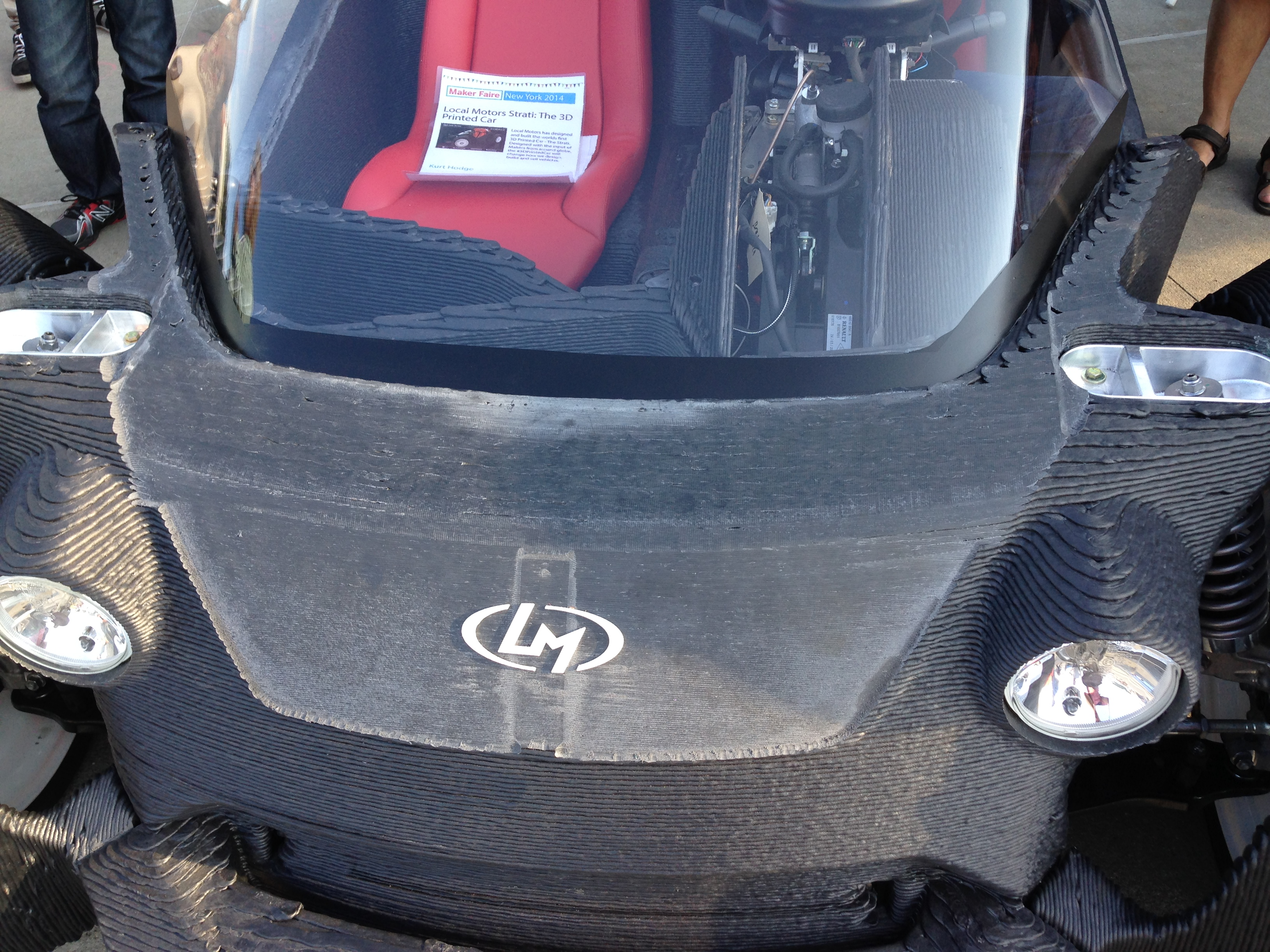
Vue de devant et de la direction
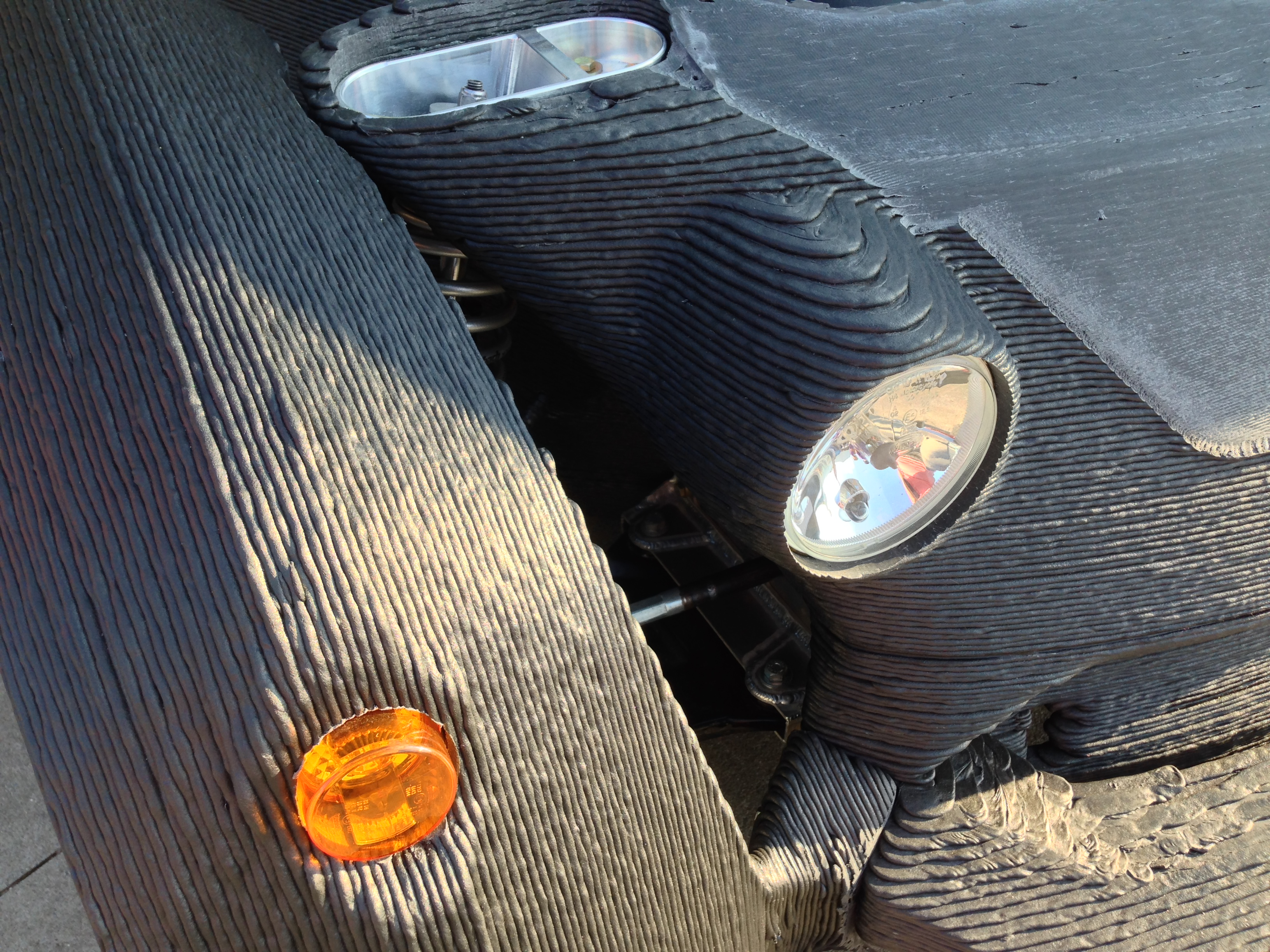
Détails de la carrosserie imprimée